# Павлов Василь Васильович
Васи́ль Васи́льович Па́влов (1916–1941) — Герой Радянського Союзу. Капітан, командир батальйону 49-ї гвардійської танкової бригади, учасник німецько-радянської війни.

## Біографія
Народився 23 лютого 1916 року в Миколаєві, через два роки сім'я переїжджає в Лисичанськ Ворошиловградської області (тепер Луганська область). Росіянин. Там працює слюсарем на содовому заводі. Але потім йде навчатися до Артемівського бібліотечного технікуму, і після його закінчення працював бібліотекарем в одному з сіл Сватівського району.Член КПРС з 1943.
У 1937 році вступає до Радянської армії, та закінчує Орлівське танкове училище. З червня 1941 року бере участь у німецько-радянській війні. Під час служби командир батальйону 49-ї гвардійської бригади (12-й гвардійський танковий корпус, 2-а гвардійська танкова армія, 1-й Білоруський фронт) гвардії капітан Павлов відзначився у Вісло-Одерськії операції. Під час операції 18 січня батальйон захопив переправу через р. Бзура в районі м. Стари (Польща), забезпечивши форсування річки іншим танковим корпусам. Через два дні одним з перших увійшов у місто Радзеюв, тим самим перекрив шляхи відступу противнику.
27 лютого 1945 року отримав звання Героя Радянського Союзу з врученням ордена Леніна і медалі «Золота Зірка».
1 березня 1945 року капітан Павлов помер під час бою. Похований в місті Кальмар що у Польщі.

## Нагороди
- Орден Леніна
- Орден Червоного Прапора
- Орден Олександра Невського
- Медаль «Золота Зірка»

## Пам'ять
На честь Героя Павлова Василя Васильовича, названа одна з вулиць Лисичанська.